# Шамар Йеше Нийнпо
Шамар Йеше Нийнпо (1631 – 1694) е седмият поред от линията на съзнателно прераждащи се регенти на линията Карма Кагю на Тибетския Будизъм. Според желанието на своя лама – Десетия Кармапа Чьоинг Дордже той се ражда близо до река Марчу в източнотибетската провинция Кхам и от рано личи, че детето е ноебикновено силно и будно за годините си. Казва се, че учител и ученик сами са се открили. След дълго очакване малкото момче прекосява реката, за да се поклони на Кармапа, който пристига след дълго и опасно пътуване. Коронован и интронизиран младият Шамарпа поема приемствеността на линията, за да я предаде на свой ред на Единадесетия Кармапа Йеше Дордже. Скоро след като е обучил и предал приемствеността на свой ученик Шамар Йеше Нийнпо умира.